# 올림픽 모나코 선수단
올림픽 모나코 선수단은 모나코를 대표하여 올림픽에 참가하는 선수단이다. 모나코는 1920년 올림픽에 처음 참가했으며 그 이후로 대부분의 하계 올림픽에 선수단을 파견했으며, 1932년 미국 로스앤젤레스 올림픽, 1956년 멜버른 올림픽, 보이콧된 1980년 모스크바 올림픽만 빠졌다. 모나코는 1984년부터 모든 동계 올림픽에 참가했다.
2022년 기준 모나코 출신의 어떤 선수도 하계 및 동계 올림픽에서 올림픽 메달을 획득한 적이 없다. 이는 모나코가 시상대에 오르지 못한 채 올림픽에서 가장 많은 출전 횟수(하계 21회, 동계 11회 포함)를 보유하고 있음을 의미한다. 1924년 올림픽에서 건축 부문 동메달을 획득했지만 IOC는 더 이상 미술 대회 메달을 공식 집계의 일부로 간주하지 않는다. 역대 최고 성적은 2022년 동계올림픽 봅슬레이 2인승 6위다.
모나코 국가 올림픽 위원회는 1907년에 창설되었지만 1953년이 되어서야 국제 올림픽 위원회의 승인을 받았다.

## 같이 보기
- 분류:모나코의 올림픽 참가 선수